# El Romaní (Sollana)
|  | Per a altres significats, vegeu «El Romaní». |

El Romaní és una pedania del municipi valencià de Sollana, situat a la comarca de la Ribera Baixa, a la província de València, pertanyent al País Valencià. L'any 2020 tenia una població total de 274 habitants.

## Festes
Les festes majors solen celebrar-se la primera setmana del mes d'agost, tot i que alguns anys comencen els últims dies del mes de juliol. El primer diumenge d'agost se celebren les festes de les "paelles", festivitat típica de València.

## Esport
En el 2012 es va crear la primera entitat esportiva del poble. Es tracta d'un equip de futbol sala.

## Transport
El Romaní té un baixador ferroviari en què paren alguns trens de rodalies de la línia C-1 que comuniquen la pedania amb municipis com Cullera, Gandia, Sueca i València, entre d'altres.